# 和歌山県出身の人物一覧
和歌山県出身の人物一覧（わかやまけんしゅっしんのじんぶついちらん）は、Wikipedia日本語版に記事が存在する和歌山県出身の人物の一覧である。

## 文化人

### 学者

#### 医学者
- 大石誠之助：新宮市
- 香川綾
- 島薗順次郎：和歌山市
- 小山肆成(世界初の天然痘ワクチンの開発・医師):白浜町
- 華岡青洲（世界初の全身麻酔の開発・柔医学）：紀の川市
- 松澤佑次
- 松山棟庵：紀の川市

#### 数学者
- 岡潔：橋本市
- 加藤和也

#### 経済学者
- 岩倉信弥（多摩美術大学教授、元本田技研工業デザイナー）：和歌山市
- 佐和隆光
- 竹中平蔵（慶應義塾大学教授、元総務大臣）：和歌山市
- 本田悦朗
- 宮本勝浩（関西大学教授）
- 森田成美（元広島大学名誉教授）
- 脇村義太郎：田辺市

#### 農学者
- 高橋克己

#### 政治学者
- 加茂利男
- 橋本晃和（計量政治学、現代政治論、意識調査論）
- 寄本勝美（地方自治論）

#### 文学者・言語学者
- 乾裕幸（元関西大学教授）
- 神野志隆光
- 土屋哲（明治大学名誉教授）
- 中地義和（東京大学教授）
- 山本伸

#### 歴史学者
- 北山茂夫（日本古代史）
- 林茂（日本史）
- 薗田香融（日本古代史）
- 荊木美行（日本古代史）

#### その他の学者
- 石垣忍（古生物学・博物館学）
- 井上正仁（法学）
- 上山春平（民俗学）
- 大林辰蔵（宇宙物理学）
- 小川琢治（地質学・地理学、ノーベル賞学者　湯川秀樹の実父）：田辺市
- 金森誠之（土木工学）
- 木下友三郎（法学、明治大学総長）：御坊市
- 小槙孝二郎（流星観測）：有田川町
- 瀬藤象二（電気工学）：有田川町
- 中辻憲夫（幹細胞生物学）：橋本市
- 沼正作（生化学）
- 畑中武夫（天文学）：新宮市
- 増井忠幸（経営工学）
- 南方熊楠（博物学・民俗学）：和歌山市

### 宗教家・僧侶
- 明恵（僧侶：有田川町）
- 松長有慶（僧侶、金剛峯寺第412世座主）：高野町
- 山本玄峰（僧侶）：田辺市

### 画家
- 石垣栄太郎：太地町
- 川端龍子：和歌山市
- 下村観山：和歌山市
- 清水達三：和歌山市
- 田中恭吉：和歌山市
- 浜口陽三
- 村井正誠：新宮市

### 彫刻家
- 建畠大夢：有田川町
- 三浦啓子
- 保田龍門：紀の川市

### 建築家
- 西村伊作：新宮市

### 作家
- 東隆明: 和歌山市
- 有吉佐和子：和歌山市
- 石井代蔵
- 沖野岩三郎：日高川町
- 川崎康宏
- 楠戸義昭
- 拳骨拓史
- 神坂次郎：和歌山市
- 香月日輪：田辺市
- 坂井希久子：和歌山市
- 佐藤春夫
- 佐山和夫
- 新宮正春
- 竹内義和
- 辻原登（第103回芥川賞）：田辺市
- 津本陽（第79回直木賞）：和歌山市
- 中上健次（第74回芥川賞）：新宮市
- 那須辰造
- 綿谷雪(日本武術・武術史研究家)

### 劇作家
- 飯沢匡

### 詩歌俳句作者
- 西行（歌人）：紀の川市
- 佐藤春夫（小説家、詩人）：新宮市
- 西川好次郎（作詞家、歌人）：日高川町
- 平畑静塔（俳人）：和歌山市
- 堀本裕樹（俳人、文筆家）：和歌山市
- 道浦母都子（歌人）：和歌山市

### 映画監督
- 太田隆文：田辺市
- SABU：和歌山市
- 竹本弘一
- チェリン・グラック
- 野田幸男：御坊市
- 東陽一：海草郡

### 脚本家
- 才賀明

### 写真家
- 武壮隆志（ドキュメンタリー写真家）

### 漫画家
- いのうえ空
- 楳図かずお
- 榎本よしたか
- おおせよしお
- 岡本倫
- 啄木鳥しんき
- 楠本まき
- こなみ詔子
- さいとう・たかを
- さちみりほ
- 柴嶺タカシ
- 助野嘉昭
- たなかじゅん
- 田中正雄
- 田中靖規
- 田村由美
- 土橋とし子
- とぐさ壱耶
- 中村真理子
- 西川淳
- 福山リョウコ
- 藤原鉄頭
- 堀戸けい
- 松原利光
- 松本しげのぶ
- やまさき拓味
- 三輪修平
- 超肉

### アニメーション制作関係者
- 阪口和久（アニメ脚本家）
- 藤岡豊（アニメプロデューサー）
- 森本晃司（アニメーター、アニメ監督）
- ロマのフ比嘉（3DCGアニメーション作家）

### アナウンサー・キャスター
WTVテレビ和歌山
- 山田みゆき

関西の民放
- 桂紗綾 - 朝日放送：みなべ町

その他の民放
- 岡田愛マリー - テレビ愛知、元岡山放送
- 沖田総平 - 山口朝日放送、元高知さんさんテレビ：岩出市
- 関知子 - 宮崎放送、アナウンス部長：和歌山市
- 玉置佑規 - 長崎文化放送、アナウンサー：有田川町
- 中屋藍 - 山陽放送、アナウンサー

フリー・退職者・転職者
- 熱田敏弘 - 元関西テレビ放送
- 有地（角田）佐哉香 - フリー（キャスト・プラス所属）、元富山テレビ放送：和歌山市
- 植万由香 - フリー（ディスカバリーネクスト所属）、元山梨放送
- 大橋里美 - 元山陽放送：由良町
- 笠野衣美 - 元テレビ宮崎→元テレビ和歌山：海南市
- 楠淳生 - フリー（オフィスキイワード所属）、元朝日放送：田辺市
- 小池裕美子 - 大正大学特命教授、元日本テレビ
- 小林あや - フィスコ勤務のアナリスト、元NHK徳島契約キャスター→（ニチエンプロダクションに所属して）→元日経CNBCキャスター→元テレビ金沢キャスター：和歌山市
- 坂口親宏 - 橋本市議会議員、元テレビ和歌山→フリー（元パートナーズ・プロ所属）：橋本市
- 高松良誠 - フリー（舞夢プロ所属）、元テレビ和歌山：紀の川市、旧打田町
- マコーマック明子（旧姓：平野） - フリー、元テレビ和歌山：紀の川市、旧貴志川町
- 南真世 - 元エフエム徳島→元三重エフエム放送→元静岡エフエム放送：新宮市
- 直川貴博 - フリー、元福島中央テレビ

### ジャーナリスト
- 杉村楚人冠
- 内田誠
- 千田軍之助

### プロ棋士
- 矢田直己九段(囲碁棋士) : 紀の川市
- 神崎健二（将棋棋士）：和歌山市
- 高川格（囲碁棋士）：田辺市
- 牧野光則（将棋棋士）：和歌山市
- 宮本広志（将棋棋士）：上富田町
- 大橋貴洸（将棋棋士）：新宮市

### その他の文化人
- 京山小円嬢（浪曲師）
- 小泉信吉（教育者）：和歌山市
- 中瀬ゆかり（テレビコメンテーター、元雑誌編集者、出版部長）
- 小幡和輝（クリエイター）：湯浅町
- ひらのまり（現代アーティスト）

## 公人

### 政治家

#### 首相経験者
- 片山哲（第46代内閣総理大臣）：田辺市

#### 議長経験者
- 中村啓次郎（第29代衆議院議長）：和歌山市

#### 閣僚経験者
- 石田真敏（第22代総務大臣）：海南市
- 岡崎邦輔（第2代農林大臣）
- 下村宏（第5代内閣情報局総裁）
- 正示啓次郎（第31代経済企画庁長官）
- 世耕弘一（第7代経済企画庁長官）：新宮市
- 玉置和郎（第3代総務庁長官）：御坊市
- 中西啓介（第53代防衛庁長官）：和歌山市
- 二階俊博（第9-10代経済産業大臣）：御坊市
- 野村吉三郎（第61代外務大臣）

- 早川崇（第58代厚生大臣）：田辺市
- 平野博文（第77代内閣官房長官）：かつらぎ町
- 坊秀男（第77代大蔵大臣）
- 前田勲男（第59代法務大臣）
- 前田佳都男（第26代科学技術庁長官）
- 前田米蔵（第3代運輸通信大臣）
- 陸奥宗光（第8代外務大臣）：和歌山市

#### 首長経験者
- 宇治田省三（第10代和歌山市長）：和歌山市
- 大島靖（第14代大阪市長）：田辺市
- 大橋建一（和歌山市長）：那智勝浦町
- 小野真次（第38代和歌山県知事）：串本町
- 仮谷志良（第40代和歌山県知事）
- 紀俊秀（第4代和歌山市長）
- 岸本周平（第22-代和歌山県知事）：和歌山市

- 岸本健（紀の川市長）：紀の川市
- 津田正臣（初代和歌山県知事）：和歌山市
- 仁坂吉伸（第18-21代和歌山県知事）：和歌山市
- 西口勇（第41代和歌山県知事）：田辺市
- 高垣善一（第9代和歌山市長）：有田川町
- 旅田卓宗（第19 - 21代、第23代和歌山市長）：和歌山市

#### その他の政治家
- 井上敦（元衆議院議員）
- 魚住裕一郎（参議院議員）：海草郡
- 大江康弘（元参議院議員）：白浜町
- 貴志八郎（元衆議院議員）
- 岸本光造（元衆議院議員）
- 阪口直人（元衆議院議員）
- 関佳哉（元和歌山市議会議員）
- 世耕政隆（元参議院議員）
- 千田軍之助（元衆議院議員）
- 谷口和史（元衆議院議員）：海南市

- 谷本龍哉（元衆議院議員）：和歌山市
- 田渕豊吉（元衆議院議員）：御坊市
- 中川智子（宝塚市長、元衆議院議員）：那智勝浦町
- 西博義（元衆議院議員）：広川町
- 野田実（元衆議院議員）：日高町
- 野間友一（元衆議院議員）
- 浜野徹太郎（元衆議院議員）：串本町
- 東力（元衆議院議員）
- 松山常次郎（元衆議院議員）：九度山町
- 山本大地（衆議院議員）：和歌山市
- 和田鶴一（元参議院議員）

### 官界
- 五十嵐醇三（建設省計画局区画整理課長）
- 小村武（大蔵省事務次官）
- 阪田雅裕（内閣法制局長官）

- 竹内廣行 (大阪府副知事)
- 根來泰周（法務省事務次官）
- 法眼晋作（外務省事務次官）

### 軍人・自衛官
- 有馬良橘（海軍大将、元明治神宮宮司）：和歌山市
- 茨木惟昭（陸軍中将）
- 岡村誠之（陸軍大佐）
- 小野田寛郎（陸軍少尉）：海南市
- 川口武定（海軍主計総監）
- 椎崎二郎（陸軍中佐）
- 津田出（陸軍少将）：和歌山市
- 寺島健（海軍中将）：田辺市
- 小槙和輔（海軍少将）：有田川町

- 外松孫太郎（陸軍主計総監）
- 豊田貞次郎（海軍大将、元日本製鐵社長）
- 野村吉三郎（海軍大将、元参議院議員）
- 林桂（陸軍中将）
- 林義秀（陸軍中将）
- 三宅篤夫（陸軍少将）
- 山本茂一郎（陸軍少将、元参議院議員）
- 岡本連一郎（陸軍中将）
- 浜口玄吉（海軍少佐、元海上自衛隊舞鶴地方総監）：那智勝浦町
- 筒井竹雄（陸上幕僚長）

## スポーツ選手

### 大相撲力士
- 木村山守（元前頭、元岩友親方）：御坊市
- 久島海啓太（元前頭、元田子ノ浦親方）：新宮市
- 大輝煌正人（元前頭）：御坊市
- 大黒坊弁慶（元十両、現プロレスラー）
- 千田川熊藏（元大関、江戸時代の力士）：田辺市
- 那智ノ山公晴（元前頭、1950年代に活躍）：日高川町

- 栃乃和歌清隆（元関脇、現春日野親方）：海南市
- 和歌嶌三郎（元小結）：日高川町
- 若孜浩気（元前頭）：和歌山市
- 和歌乃山洋（元小結、元山分親方）：御坊市

### 野球

#### 現役プロ野球選手
- 東妻純平（横浜DeNAベイスターズ）：和歌山市
- 東妻勇輔（千葉ロッテマリーンズ）：和歌山市
- 泉口友汰（読売ジャイアンツ）：御坊市
- 居谷匠真（くふうハヤテベンチャーズ静岡）：岩出市
- 岡田俊哉（中日ドラゴンズ）：美浜町
- 黒原拓未（広島東洋カープ）：海南市
- 小林樹斗（広島東洋カープ）：美浜町
- 谷村剛（千葉ロッテマリーンズ）：有田郡有田川町
- 筒香嘉智（横浜DeNAベイスターズ）：橋本市
- 津森宥紀（福岡ソフトバンクホークス）：和歌山市
- 富山凌雅（オリックス・バファローズ）：御坊市
- 中川虎大（横浜DeNAベイスターズ）：和歌山市
- 中島大輔 （東北楽天ゴールデンイーグルス）：日高郡日高川町
- 中田惟斗（オリックス・バファローズ）：御坊市
- 西川遥輝（東京ヤクルトスワローズ）：紀の川市
- 西川史礁（千葉ロッテマリーンズ）：日高郡日高川町
- 西村天裕（千葉ロッテマリーンズ）：和歌山市
- 野中天翔（中日ドラゴンズ）：新宮市
- 林晃汰（広島東洋カープ）：岩出市
- 益田直也（千葉ロッテマリーンズ）：紀の川市
- 森浦大輔（広島東洋カープ）：新宮市
- 八木彬（千葉ロッテマリーンズ）：和歌山市

#### 元プロ野球選手
- 生駒雅紀（元日本ハム）：有田市
- 石井雅博（元巨人-阪神）：有田市
- 岩田徹（元阪神）：打田町
- 石井毅（元西武、紀州レンジャーズ監督）：有田市
- 市場孝之（元ロッテ）：田辺市
- 井上紘一（元広島、紀州レンジャーズ元コーチ）：和歌山市
- 上田次朗（元阪神-南海-阪神）：田辺市
- 植田幸弘（元広島-西武、広島バッテリーコーチ）：田辺市
- 江島巧（元中日-ロッテ）：那智勝浦町
- 大久保勝信（元オリックス）：日高町
- 大屋好正（元太平洋クラブ）
- 岡本光（元巨人-西武）：すさみ町
- 岡本哲司（元大洋-日ハム）：金屋町
- 岡本洋介（元西武、阪神）：すさみ町
- 小田真也（元西武）
- 尾花高夫（元ヤクルト、元横浜監督、巨人投手コーチ）：九度山町
- 垣内哲也（元西武-千葉ロッテ、中日GM付関東地区担当調査役）：日高川町
- 春日伸介（元西武）：田辺市
- 金森隆浩（元中日）：湯浅町
- 上川誠二（元中日-ロッテ）：湯浅町
- 川端一彰（元横浜）：和歌山市
- 木本幸広（元千葉ロッテ）：和歌山市
- 久喜勲（元西日本-西鉄-高橋）：海南市
- 久保文雄（元大洋）
- 小久保裕紀（福岡ソフトバンクホークス監督、元ダイエー-巨人-福岡ソフトバンク、元日本代表監督）：和歌山市
- 平野謙二(元松竹ロビンス-大映スターズ）： 和歌山市
- 阪田隆（元南海）
- 真田重蔵（元松竹-大阪）：和歌山市
- 芝﨑和広（元西武）：御坊市
- 柴田猛（元南海-広島-阪神-南海-オリックス-ダイエー-ヤクルト-阪神）
- 嶋田章弘（元阪神-近鉄-中日）：有田市
- 嶋田宗彦（元阪神、阪神スコアラー）：有田市
- 島本講平（元南海、近鉄）
- 正田耕三（元広島）：和歌山市
- 庄司智久（元巨人-ロッテ）
- 庄司龍二（元オリックス）：海南市
- 新家颯（元カープ）：田辺市
- 高塚信幸（元近鉄）：和歌山市
- 高野忍（元巨人、プロレスラー）：那智勝浦町
- 滝川博己（元阪神タイガース）：みなべ町
- 巽真悟（元福岡ソフトバンクホークス）：古座川町
- 谷浩弥（元巨人）：美浜町
- 玉置隆（元阪神）：和歌山市
- 田村政雄（元大洋-南海）
- 田村領平（元阪神-千葉ロッテ）：和歌山市
- 津田大樹（元北海道日本ハム）：有田市
- 土屋朋弘（元楽天）：海南市
- 筒井敬三（元グレートリング-南海-高橋-大映-東映）：海南市
- 得津高宏（元ロッテ）：和歌山市
- 中出謙二（元南海-阪急）
- 中谷仁（元阪神-楽天-巨人、智弁学園和歌山高校野球部監督）：和歌山市
- 中本和希（元近鉄-オリックス）：和歌山市
- 西俊児（元ダイエー-日ハム）：海南市
- 西口文也（元西武、西武二軍投手コーチ）：和歌山市
- 西田真二（元広島、香川OG監督）：和歌山市
- 西本幸雄（元毎日、元阪急監督、元近鉄監督）：和歌山市
- 西村博巳（元大洋）
- 野上俊夫（元阪神-南海）
- 野崎恒男（元南海-クラウン-近鉄）
- 畑山俊二（元近鉄-阪神、阪神スカウト）：海南市
- 濱中治（元阪神-オリックス-ヤクルト、阪神二軍打撃コーチ）：田辺市
- 林孝哉（元ダイエー-日ハム-ロッテ、日本ハム二軍打撃コーチ）：和歌山市
- 林正広（元近鉄）
- 原井和也（元西武-ロッテ）：由良町
- 東尾修（元西武、元西武監督）：有田川町
- 平井諒（元東京ヤクルト）：紀の川市
- 吹石徳一（元近鉄、楽天スカウト）：みなべ町
- 福嶋久晃（元大洋-広島）：太地町
- 藤本勝巳（元阪神タイガース）：印南町
- 藤田平（元阪神、元阪神監督、紀州レンジャーズ初代監督）：和歌山市
- 藤村雅人（元西武、南海）
- 古谷盛人（元中日）
- 前田忠節（元近鉄-楽天-阪神）：和歌山市
- 松井優典（元南海-ヤクルト、ヤクルト編成部長）：和歌山市
- 松田匡司（元阪神-ダイエー-近鉄）
- 松広金一（元大阪）
- 松本尚樹（元ロッテ、ロッテ・スカウト）
- 松山秀明（元オリックス、千葉ロッテ内野守備走塁コーチ）：九度山町
- 三家和真（千葉ロッテマリーンズ）：和歌山市
- 南温平（元巨人-大洋）
- 南真一郎（元近鉄-巨人）：新宮市
- 南昌輝（元千葉ロッテ）：海南市
- 峯本達雄（元阪神）
- 宮崎充登（元広島東洋カープ）：岩出市
- 宮本武文（元巨人）：和歌山市
- 宮本裕司（元千葉ロッテ）：日高町
- 藪上敏夫（元南海）
- 山崎章弘（元巨人-日本ハム、兵庫ブルーサンダーズ監督）：和歌山市
- 山崎晃大朗（元ヤクルト、二軍外野守備走塁コーチ）：紀の川市
- 山崎慎太郎（元近鉄-ダイエー-広島-オリックス）：新宮市
- 山下徳人（元ロッテ、二軍監督）：海南市
- 山下慶徳（元ヤクルト-南海-ヤクルト）
- 山本哲哉（元ヤクルト）：由良町
- 山本芳彦（元広島）：和歌山市
- 横田久則（元西武-ロッテ-阪神）：和歌山市
- 吉井理人（元近鉄-ヤクルト-メッツ他、日本ハム投手コーチ、ロッテ監督）：有田川町
- 吉見祐治（元横浜、ロッテ、阪神）：和歌山市
- 依田政彦（元近鉄）

#### その他野球
- 戎嶋美有（元女子プロ野球選手）
- 川崎絢平（明豊高校野球部監督）：海南市
- 小坂将商（智弁学園高校野球部監督）：紀の川市
- 嶋清一（元海草中-明治大）：和歌山市
- 杉浦正則（元日本生命選手、監督。元日本代表）：九度山町
- 竹田利秋（元東北高、仙台育英高校野球部監督、元國學院大學硬式野球部監督）
- 尾藤公（元箕島高監督）：有田市
- 山路哲生（東北福祉大学硬式野球部総監督）

### サッカー
- 奥田晃也（水戸ホーリーホック）
- 嘉味田隼（元アルテリーヴォ和歌山）：和歌山市
- 加藤恒平（FKルダル・プリェヴリャ）：新宮市
- 久保裕一（元アルテリーヴォ和歌山）：紀の川市
- 桑島良汰（アルテリーヴォ和歌山）
- 小寺優輝（元FCガンジュ岩手）
- 駒野友一（元FC今治）：海南市
- 酒本憲幸（元鹿児島ユナイテッドFC）：御坊市
- 立川小太郎（FC今治）：白浜町
- 中川裕仁（元愛媛FC）
- 中村覚之助（日本に初めて本格的にサッカーを紹介したとされる人物）：東牟婁郡那智町
- 直川公俊（リカータカルチョ1931会長）：由良町
- 濵田太郎（大分トリニータ）
- 堀口龍佑（元セレッソ大阪サッカースクールコーチ）
- 前田和哉（元ギラヴァンツ北九州）
- 松尾直人（元FC大阪）：和歌山市
- 松原優吉（元AC長野パルセイロ）：橋本市
- 松本直也（元カマタマーレ讃岐）：田辺市
- 森下仁志（東京ヴェルディコーチ）：海南市

### ボクサー
- 竹本雄利（男子プロ）：和歌山市
- 真道ゴー（女子プロ）
- 村田昴（男子アマチュア）：岩出市

### レーシングドライバー
- 白石勇樹

### 水泳
- 橋爪四郎（ヘルシンキ五輪銀メダリスト）：和歌山市
- 古川勝（メルボルン五輪金メダリスト）：橋本市

- 前畑秀子（ベルリン五輪金メダリスト）：橋本市
- 小島一枝（ロサンゼルス五輪6位）
- 山本耕平（1500m日本記録保持者）

### 陸上競技
- 青戸慎司（中京大学陸上競技部短距離コーチ）：和歌山市
- 西田修平（ロサンゼルス五輪・ベルリン五輪銀メダリスト、元日本陸上競技連盟理事長）：那智勝浦町

### 体操
男子
- 田中光（アトランタ五輪19位）：田辺市
- 早田卓次（1964年東京五輪金メダリスト）：田辺市

- 田中和仁（2009年世界選手権・平行棒・銅メダル）：岩出市
- 田中佑典（2012年ロンドン五輪日本代表）：岩出市

女子
- 上村美揮（北京五輪5位）：有田市
- 田中理恵（2012年ロンドン五輪日本代表）：岩出市

### バレーボール
男子
- 福田誉（元FC東京）：御坊市
- 山本雄史（元FC東京）：西牟婁郡
- 山本英之（元豊田合成）：有田市

女子
- 宮本恵美子（東洋の魔女）：和歌山市
- 芝田安希（元東レ・キャプテン）：御坊市
- 嶋田美樹（元全日本代表）：新宮市

### バスケットボール
- 寺下太基（滋賀レイクスターズ所属）：和歌山市

### ラグビー
- 岩出雅之（帝京大監督）：新宮市
- 玉置将也
- 服部航介
- 萩本光威（NTTドコモ関西監督）
- 山本耀司

### 総合格闘技
- 竿本樹生：和歌山市

### レスリング
- 太田拓弥（アトランタ五輪銅メダリスト）：新宮市
- 斎藤育造（ロサンゼルス五輪銅メダリスト）

- 湯元健一（北京五輪銅メダリスト）：和歌山市
- 湯元進一（2012年ロンドン五輪日本代表）：和歌山市

### 柔道
- 薪谷翠（2005年世界柔道金メダリスト）：紀の川市
- 北田佳世：白浜町

### 競馬
- 高橋康之（中央競馬元騎手）
- 木村健

### 競艇
- 竹中晶（101期・登録番号4476、元競艇選手） ：田辺市

### 競輪
- 稲毛健太：田辺市
- 布居寛幸：和歌山市

### 卓球
- 天野優：和歌山市

### スケートボード
- 四十住さくら（2020年東京オリンピック金メダリスト）：岩出市

## 芸能人

### タレント・モデル
- 葵マリカ（現在の芸名はCREA）：和歌山市
- 揚田.あき：和歌山市
- 岩崎千明：和歌山市
- ウインズ平阪：橋本市
- 大河内美紗（元SDN48）：和歌山市
- 神定まお
- キングダムけんた：日高郡
- ケンタエリザベス3世：高野町
- 阪井あゆみ（『CanCam』専属モデル）：橋本市
- ゼンゴー（ビジーツー（ものまねコンビ））：和歌山市
- 辻本耕志（フラミンゴ (お笑いトリオ)）
- 林沙奈恵（YGA）：和歌山市
- 硲陽平（イシバシハザマ）：西牟婁郡
- 東里：串本町
- HIRO（安田大サーカス）：和歌山市
- 本谷紗己：和歌山市
- 杉本戦車：和歌山市
- 前川美奈
- 南方英二（チャンバラトリオ）
- 山本愛子

### ミュージシャン
- 青木進（作曲家）
- ウインズ平阪（以前のグループ名は一発逆転）：橋本市
- 浦部陽介（シンガーソングライター）：橋本市
- 及川眠子（作詞家）：和歌山市
- 大河内美紗（歌手）：和歌山市
- 樫山圭（元MOON CHILD）：上富田町
- 川島ケイジ（シンガーソングライター）：みなべ町
- KISAKI（phantasmagoria）：海南市
- 北公次（フォーリーブス）：田辺市
- 志磨遼平（ドレスコーズ、元毛皮のマリーズ）：和歌山市
- 胡美芳（歌手）：和歌山市
- 阪井あゆみ（歌手、モデル）：橋本市
- 酒井政利（メディアプロデューサー）：有田市
- 坂本冬美（演歌歌手）：上富田町
- 澤和樹（バイオリニスト）：和歌山市
- ジェームス西田（歌手）
- 杉谷昭子（ピアニスト）：和歌山市
- 杉本戦車（シンガーソングライター）：和歌山市
- ダイスケ(元メディア・ユース) :田辺市
- 田川寿美（演歌歌手）：和歌山市
- 谷口尚久（作曲家、作詞家、音楽プロデューサー）
- 玉置成実（歌手）：和歌山市
- 天童よしみ（演歌歌手）：田辺市
- 鳥山啓（作詞家）：田辺市
- 西川好次郎（作詞家、代表作「和歌山県民歌」）：日高川町
- 西司（シンガーソングライター・作曲家）：和歌山市
- はたけ（シャ乱Q）
- hyde（L'Arc〜en〜Ciel）：和歌山市
- 東くめ（童謡作詞家）：新宮市
- 広瀬香美（歌手）
- ヤマサキセイヤ（キュウソネコカミ）：御坊市
- 森田哲平：上富田町
- 南努：串本町

#### 女性アイドル
- 江戸真樹：白浜町
- 清水理子（元虹のコンキスタドール）
- 新谷ゆづみ（元さくら学院）
- 橘二葉（元東京パフォーマンスドール）
- 根岸可蓮（元たこやきレインボー）
- 米倉れいあ（HUNNY BEE）
- 中川朋香（元fan×fan）

#### ダンサー
- 塩﨑太智（M!LK）
- 後藤拓磨（THE RAMPAGE）

### 俳優
- 東隆明：和歌山市
- 一柳みる
- 井原千寿子
- 岩尾正隆
- 岩本多代：田辺市
- 内田健介
- 岡部たかし
- 岡本玲：和歌山市
- 川口力哉（旧芸名　RIKIYA）：和歌山市
- 清田みくり
- 楠見薫
- 黒沢良：和歌山市
- 郷宏之
- 小西博之：田辺市
- 小林稔侍：伊都郡かつらぎ町
- 史城みき（旧芸名　毬川羽音）
- 新谷ゆづみ
- 新藤栄作：日高川町
- 曽我廼家文童：白浜町
- 太地喜和子
- 鳥羽潤：有田市
- 中村育二
- 納谷真大：和歌山市
- 西浦歌織
- 早川亜希
- 東亜優：橋本市
- 富司純子：御坊市
- 淵上泰史：新宮市
- 船戸順
- 前田昌代
- 増元裕子
- 松下幸司：和歌山市
- 三浦誠己
- 溝端淳平：橋本市
- 宮沢天
- 萌花ゆりあ（宝塚歌劇団・87期生）：和歌山市
- 桃歌雪（宝塚歌劇団・100期生）：和歌山市
- 八汐路まり（宝塚歌劇団・45期生）
- 山崎海童：和歌山市
- 蘭香レア（宝塚歌劇団・81期生）：和歌山市
- 稀羽りんと（宝塚歌劇団・102期生）：岩出市

### 落語家
- 桂さん福
- 桂三歩
- 桂福矢
- 桂福六：和歌山市
- 桂文福：紀の川市
- 桂枝曾丸：和歌山市
- 春風亭橋蔵：みなべ町

### 手品師・浪曲師
- 初代 京山幸枝（浪曲師）：有田市
- KEITO OKA（マジシャン）：和歌山市
- 斎東満（浪曲師）：海南市
- ゼンジー中村（手品師）
- 初代 広沢晴海（浪曲師）：和歌山市
- 新子景視（マジシャン）

### 声優
- 石井康嗣[1]
- 石田隼大[2]
- 井上宏之
- 井上美紀
- 北島淳司
- 黒沢良
- 小西克幸[3]
- 白砂沙帆
- 龍田直樹
- 田村響華
- 田嶌紗蘭
- 長嶝高士
- 中島由貴 ※ 和歌山県ふるさと広報大使[4]
- 西口有香
- 中世明日香
- 藤田ようこ
- 久嶋志帆
- 水野朔
- 溝上真紀子
- 三本政樹
- 小野将夢
- はやしりか[5]

### 漫画家・イラストレーター
- 有本正直
- いのうえ空
- オニグンソウ
- 柴嶺タカシ
- 曽我部俊二郎
- 土橋とし子
- ニシカワ醇
- 猫将軍
- マエオカテツヤ：和歌山市
- 水無月徹
- 山本ケイジ

## その他

### 実業家
- 青木湯之助（洋食レストラン紅花創業者）：和歌山市
- 上山英一郎（大日本除虫菊創業者）：有田市
- 大谷貴義（日本の宝石王）
- 紀伊國屋文左衛門（江戸時代の商人）：湯浅町
- 小嶋淳司（がんこ創業者、日本フードサービス協会会長）：上富田町
- 志賀俊之（日産自動車COO、日本自動車工業会会長）：和歌山市
- 島正博（島精機製作所創業者）：和歌山市
- 杉山金太郎（豊年製油社長）：和歌山市
- 田嶋一雄（ミノルタ創業者）：海南市
- 津村秀松（元大阪鐵工所（現日立造船）会長、元神戸高等商業学校（現神戸大学）教授）：御坊市
- 花蜜伸行（出前館創業者）：海南市
- 西本貫一（ノーリツ鋼機創業者）：和歌山市
- 野崎城之助（積水化学工業創業者）
- 濱口梧陵（7代目濱口儀兵衛）：広川町
- 疋田耕造（コーナン商事創業者・元社長）

- 平藤真治（イベントプロデューサー、『神戸コレクション』『東京ランウェイ』『超十代』プロデューサー、映画『パラダイスキス』ファッションプロデューサー）：岩出市
- 福田良之（海外通信・放送・郵便事業支援機構初代社長）：田辺市
- 福西拓也（オークワ社長兼COO）
- 松下幸之助（松下電器産業創業者）：和歌山市
- 南昌宏（りそなホールディングス社長）
- 宮路年雄（城南電機創業者）：日高川町
- 山口明夫（日本アイ・ビー・エム社長、経済同友会副代表幹事）
- 山葉寅楠（ヤマハ創業者）：和歌山市
- 湯川寛吉（第5代住友総理事）：新宮市
- 和田勇（積水ハウス会長兼CEO、キッズデザイン協議会会長）

### 武術家
- 植芝盛平（合気道開祖・初代道主）：田辺市
- 関口氏心（関口流柔術開祖）
- 津田算長（津田流砲術開祖）
- 武蔵坊弁慶（源義経の家来）：田辺市

### その他の人物
- 名草戸畔
- 丹鶴姫
- 湛増
- 井沢弥惣兵衛（治水家）：海南市
- 川上不白（茶人、江戸千家流の開祖）：新宮市
- 清姫
- 工野儀兵衛（カナダ移民）：美浜町
- 鈴木三郎重家（源義経の重臣）
- 鈴木孫一（雑賀衆の鈴木氏当主）
- 筒香裕史（スポーツアカデミー運営者）：橋本市
- デューク更家（ウォーキング研究家）：新宮市
- 徳川光貞（和歌山藩の第2代藩主）
- 徳川吉宗（江戸幕府第8代将軍）：和歌山市
- 外山八郎（ナショナルトラスト運動の先駆者）：みなべ町
- 南弥右衛門（アメリカ移民）：すさみ町
- 中平穂積（写真家、ジャズ喫茶店経営）：田辺市

## 架空の人物・キャラクター
- 春日歩（『あずまんが大王』。「大阪」というあだ名だが、生まれは和歌山県）
- 佐橋皆人（漫画『セキレイ』の主人公）
- 佐武虎若（アニメ『忍たま乱太郎』の登場人物）
- 鈴原みさき（CLAMPの漫画『ANGELIC LAYER』の主人公）
- 和歌山美環（『もえちり!』シリーズの擬人化キャラ）
- 高垣楓（『アイドルマスター シンデレラガールズ』）
- 並木芽衣子（『アイドルマスター シンデレラガールズ』）
- 我牙丸吟（漫画『ブルーロック』の登場人物）

## 和歌山県にゆかりのある人物
- 文仁親王妃紀子（旧名、川嶋紀子〈かわしま きこ〉）本籍地は川嶋家父祖の地である和歌山県和歌山市だった。
- 青木廣彰（ロッキー・青木、父親で紅花創業者の青木湯之助（郷宏之）が和歌山市出身）
- 明石家さんま（落語家、タレント、出生地が古座町〈現・串本町〉）
  - IMALU（タレント、さんまの長女）
- 安珍（奥州白河の僧）
- 小栗判官（湯の峰温泉、熊野、熊野古道ゆかりの人物）
- 石田雄彦（元競輪選手、出生地は大阪府だが、選手登録地を長らく当県としていた）
- 井上康生（柔道家、義父〈妻の東原亜希の父〉が和歌山県出身）
- イーデス・ハンソン（旧中辺路町在住）
- 上野樹里（女優、本籍が和歌山県）
- 石田武（先祖が紀伊藩士）
  - 石田純一（俳優・タレント、武の長男）
    - いしだ壱成（俳優・タレント、純一の長男）
    - すみれ（ファッションモデル・女優・タレント、純一の長女）
- 小田和正（シンガーソングライター、母親が和歌山県出身）
- 大橋正雄（元和歌山県知事）
- 岡崎慎司（プロサッカー選手、父親がみなべ町出身）
- 落合博満（元プロ野球選手。和歌山県東牟婁郡太地町に落合博満野球記念館がある）
- 尾花貴絵（ファッションモデル。神奈川県出身。父親の尾花高夫が九度山町出身。）
- 川端慎吾（東京ヤクルトスワローズ内野手。和歌山市立和歌山商業高等学校卒業。大阪府貝塚市出身。）
- 川端友紀（埼玉アストライア内野手。和歌山市立和歌山商業高等学校卒業。川端慎吾の実妹。大阪府貝塚市出身。）
- 木村友重（紀州藩士、江戸時代の剣豪、柳生四天王筆頭）
- 空海（高野山真言宗開祖）
- 久保建英（プロサッカー選手、父親が串本町出身）
- 窪木一茂(自転車競技五輪選手。元和歌山県庁職員)
- 剛力彩芽（祖母が和歌山在住。母が和歌山出身）
- コブクロ（所属事務所が和歌山市にあり、ファンイベントも県内で行っていることから第二の故郷と呼ばれている）
- ZAZY（お笑い芸人。智辯学園和歌山高等学校卒業。大阪府泉南市出身。）
- ジェロ（演歌歌手、和歌山で英会話学校の講師をしていた）
- 島本真衣（テレビ朝日アナウンサー、父親が島本講平）
- ジャニー喜多川（実業家、ジャニーズ事務所創業者、両親が和歌山市出身）
- 世耕弘成（大阪市生まれ奈良市育ち。本籍地かつ居住地が新宮市。衆議院議員）
- 瀬村奈月（フリーアナウンサー、奈良県出身。元テレビ和歌山アナウンサー。
- 武井壮（タレント、母親が和歌山県出身）
- 武内晋一（東京ヤクルトスワローズ内野手。智辯学園和歌山高等学校卒業。兵庫県神戸市西区出身。）
- 玉置浩二（シンガーソングライター、祖父が和歌山県出身。）
- 辻本茂雄（和歌山県立和歌山北高等学校在籍時代、自転車競技部主将。大阪府泉南郡南海町（現・阪南市）出身）
- 長義和（大阪府出身、田辺市で自営）
- 鶴保庸介（大阪府寝屋川市出身、両親が和歌山県出身。和歌山県選出の参議院議員）
- 徳川家茂（第13代紀州藩主、江戸幕府第14代将軍）
- 徳川頼貞（第16代紀州徳川家当主、和歌山県選出の参議院議員）
- 徳川頼宣（紀州藩初代藩主）
- 徳川頼倫（第15代紀州徳川家当主、南葵育英会を設立して和歌山県出身の就学困難者に経済的支援を行った）
- 登坂淳一（元NHKアナウンサー、初任地がNHK和歌山放送局）
- 中井りか（NGT48のメンバー、父親が和歌山市出身。）
- 西澤暲（アナウンサー、母親が那智勝浦町出身）
- 橋爪功（俳優、父親が海南市出身）
- 東尾理子（元プロゴルファー・タレント、父が東尾修）
- 東出昌大（俳優、父親が和歌山県出身）
- 東原亜希（タレント、父親が和歌山県出身）
- 平山郁夫（日本画家、夫人が九度山町出身）
- 吹石一恵（女優、奈良県香芝市出身。父親吹石徳一がみなべ町出身）
- 藤島ジュリー景子（実業家、ジャニーズ事務所前社長、母方の祖父母が和歌山市出身）
- 藤原紀香（兵庫県西宮市出身。両親が和歌山県出身、母親は岩出市出身）
- フレッド・イサム・ワダ（母方の祖父母が和歌山県出身。アメリカ合衆国の実業家（日系二世）。御坊市名誉市民、和歌山県スポーツ振興功労者）
- 星田英利（大阪府泉南郡出身。両親が和歌山県出身）
- 松井愛（毎日放送アナウンサー、本籍が和歌山県）
- 萬田久子（女優、母親が和歌山県出身）
- 宮崎浩輔（NHKアナウンサー、初任地が和歌山局）
- 向井理（俳優、横浜市港北区出身。父親が和歌山県出身）
- メリー喜多川（実業家、ジャニーズ事務所元会長、両親が和歌山市出身）
- 山口喜久一郎（和歌山県選出の第52代衆議院議長）
- 山﨑福也（オリックス・バファローズ投手、父親の山崎章弘が和歌山市出身。埼玉県所沢市出身。）